# Klitmøller Sogn
Klitmøller Sogn er et sogn i Thisted Provsti (Aalborg Stift). Klitmøller hørte til Vester Vandet Sogn, der hørte til Hillerslev Herred i Thisted Amt. Efter at byen i 1872 fik egen kirke, blev byen et kirkedistrikt i Vester Vandet Sogn. Kirkedistrikterne blev afskaffet i 2010, og Klitmøller blev et selvstændigt sogn.
Vester Vandet-Øster Vandet sognekommune blev ved kommunalreformen i 1970 delt, så Klitmøller Kirkedistrikt blev indlemmet i Hanstholm Kommune, resten i Thisted Kommune. Ved strukturreformen i 2007 indgik Hanstholm Kommune også i Thisted Kommune.
I Klitmøller Sogn ligger Klitmøller Kirke.
I sognet findes følgende autoriserede stednavne:
- Bodilsande (areal)
- Bøjebakke (areal)
- Kig-ud (areal)
- Klitmøller (bebyggelse, ejerlav)
- Ørhage (areal)